# HAT-P-26 b
HAT-P-26 b – planeta pozasłoneczna położona w gwiazdozbiorze Panny, oddalona o 437 +59−26 lat świetlnych (134 +18−8 parseków) od Ziemi. Planeta ma masę podobną do Neptuna, ale o 65% większy promień, co jest zapewne skutkiem wysokiej temperatury.
| Jowisz | HAT-P-26 b |
| ------ | ---------- |
|        |            |